# Кравчук Данило Вікторович
Данило Вікторович Кравчук (нар. 2 липня 2001, Україна) — український футболіст, правий вінгер кам'янець-подільського «Епіцентра». Виступав за молодіжну збірну України.

## Біографія
Вихованець київського «Арсеналу», у складі якого виступав в дитячо-юнацькій футбольній лізі.
У 2018 році перейшов у полтавську «Ворсклу». У сезоні 2018/19 дебютував в чемпіонаті для гравців до 19 років, а в наступному сезоні в турнірі для футболістів до 21 року. Дебют в основному складі команди відбувся 12 березня 2020 року в матчі чвертьфіналу Кубка України проти чернігівської «Десни» (1:0). Головний тренер Юрій Максимов випустив Кравчука в середині другого тайму замість Дениса Васіна. У Прем'єр-лізі Кравчук вперше зіграв 31 травня 2020 року в матчі проти «Львова» (1:1), вийшовши на заміну наприкінці зустрічі замість Руслана Степанюка. Свій перший гол у чемпіонаті забив 3 липня 2020 року також в грі проти «Львова» (2:2). Цей гол став першим у Прем'єр-лізі України, забитих гравцем 2001 року народження. 
22 вересня 2022 року на правах оренди перейшов до «Інгульця». За нову команду в рамках УПЛ дебютував 7 жовтня того ж року у грі проти ковалівського «Колоса» (0:0), замінивши на 71-й хвилині Артема Смолякова. Єдиний м'яч за «Інгулець» провів у ворота криворізького «Кривбаса» (1:2) 24 жовтня 2022 року.
1 вересня 2023 року підписав контракт із першоліговим «Епіцентром» із Кам'янця-Подільського.

## Досягнення
- Фіналіст Кубка України: 2019/20

## Статистика
Станом на 11 липня 2023 року
| Сезон   | Клуб       | Ліга                 | Чемпіонат | Чемпіонат | Кубок | Кубок | U-21 | U-21 | U-19 | U-19 |
| Сезон   | Клуб       | Ліга                 | Ігри      | Голи      | Ігри  | Голи  | Ігри | Голи | Ігри | Голи |
| ------- | ---------- | -------------------- | --------- | --------- | ----- | ----- | ---- | ---- | ---- | ---- |
| 2018/19 | «Ворскла»  | Прем'єр-ліга України | 0         | 0         | 0     | 0     | 0    | 0    | 24   | 2    |
| 2019/20 | «Ворскла»  | Прем'єр-ліга України | 7         | 1         | 2     | 0     | 5    | 0    | 15   | 14   |
| 2020/21 | «Ворскла»  | Прем'єр-ліга України | 13        | 1         | 1     | 0     | 19   | 8    | 0    | 0    |
| 2021/22 | «Ворскла»  | Прем'єр-ліга України | 9         | 1         | 0     | 0     | 0    | 0    | 9    | 1    |
| 2022/23 | «Ворскла»  | Прем'єр-ліга України | 1         | 0         | 0     | 0     | 0    | 0    |      |      |
| 2022/23 | «Інгулець» | Прем'єр-ліга України | 12        | 1         | 2     | 0     | 0    | 0    | 13   | 1    |